# Cleveland Brown Jr.
Cleveland Orenthal Brown Jr. es un personaje ficticio de la serie de televisión animada Family Guy y su serie derivada The Cleveland Show. Es hijo de Cleveland Brown y su difunta exesposa Loretta Brown. En Family Guy, fue representado como delgado e hiperactivo; sin embargo, en The Cleveland Show se muestra que ha sufrido una marcada transformación, tanto en términos de un aumento significativo de peso como de una personalidad recientemente apagada. Fue expresado por Mike Henry en Family Guy y por Kevin Michael Richardson en The Cleveland Show y en el regreso del personaje al programa anterior.
A los 14 años, Junior es el único hijo de Cleveland, el hijastro de Donna Tubbs y el hermanastro de Roberta y Rallo Tubbs. Los rasgos de carácter más destacados de Junior son su pereza, obesidad y poca inteligencia social (aunque hay referencias ocasionales de que es académicamente brillante). Ha perdido la vista a lo largo de los años y ahora usa anteojos. Desde el divorcio de sus padres, Loretta le devolvió la custodia de Cleveland Jr. a Cleveland y lo obligó a mudarse. Así, la pareja se fue a California. Sin embargo, en el camino, decidieron vivir en Stoolbend, Virginia, donde Cleveland se casó con Donna Tubbs y Rallo y Roberta se convirtieron en sus hermanastros.

## Papel enThe Cleveland Show
Cleveland Jr. es un blanco frecuente de bromas relacionadas con el peso de una variedad de personajes de la serie, en particular su hermanastro Rallo. Cuando Rallo conoció a Cleveland Jr. ya su padre, a menudo los llamaba "gordos". En el segundo episodio, Cleveland Jr. sirvió como puerta en el baño para poder ganarse el respeto de sus compañeros de clase, lo que enfureció a Cleveland. También exuda una naturaleza nerviosa y demasiado sensible, y parece tener miedo a las tostadoras, ya que la tostadora en su casa lo asusta y se burla de él (similar a Chris y el mono en su armario).
Se revela en "Birth of a Salesman" que Cleveland Jr. ha reprimido las emociones del divorcio de sus padres y, de hecho, nunca antes había llorado. También ha revelado resentimiento hacia su propia madre, Loretta, por engañar a su padre con Quagmire en "The Cleveland-Loretta Quagmire". Sintiéndose mal por la forma en que lo trataron, Roberta y Rallo ayudan a Cleveland Jr. a expresar su tristeza y al mismo tiempo los tres se aceptan como familia. En "The Hurricane!", Junior revela que había perdido la fe en Dios después de enterarse por Loretta de que Jesús la perdonó por su aventura con Glenn Quagmire que la llevó a divorciarse de Cleveland. También afirma que no cree en Dios, aunque afirma que tampoco es ateo, por lo que llama al ateísmo "una religión también". Sin embargo, en episodios posteriores se identifica explícitamente como ateo sin tal calificación. Sin embargo, en "Mr. & Mrs. Brown", le dice a Rallo que está leyendo Blubber de Judy Blume porque no tienen el Corán, lo que implica que puede ser musulmán.
La obesidad y la baja autoestima de Junior le dificultan encontrar amigos. En "Da Doggone Daddy-Daughter Dinner Dance", parece hacerse amigo de Derek, Laine, Reggie y Kyle, aunque esto se debe únicamente a que accedió a actuar como puerta de baño de reemplazo ya que, en episodios posteriores, Derek, Laine y Kyle. Reggie continúa intimidando a Junior, a menudo bajo la dirección de Oliver Wilkerson. En "The One About Friends", Cleveland Jr. crea una amistad real con el hijo de Lester Krinklesac, Ernie. Compartió un beso con Laura Davis en el baile de castidad de Stoolbend Community Church.
Si bien Junior no es tan activo como lo fue en Family Guy, tiene otros pasatiempos e intereses; disfruta de la ciencia, toca la tuba en la banda de la escuela secundaria Stoolbend High School y es el líder de una tropa de Freedom Scouts, la versión de Stoolbend de los Boy Scouts. Derek lo nominó para presidente del consejo estudiantil en broma, pero, después de salvar la vida de Oliver Wilkerson, ganó. Además, si bien es posible que no sepa mucho sobre situaciones sociales, es un excelente estudiante que asiste a la escuela secundaria Stoolbend junto con su hermana mayor, Roberta.
Una escena en "A Rodent Like This" sugiere que Junior de The Cleveland Show tiene una doble vida oscura. Él le revela a Rallo que es un agente secreto que mató al Cleveland Jr. original (como se muestra en las primeras cuatro temporadas de Family Guy) para ser colocado en la familia Brown. Esta mordaza no se sigue en episodios posteriores, lo que sugiere que era real o una broma elaborada en Rallo debido a la molestia de que este último estaba decidido a averiguar qué había en la maleta de Jr. al principio del episodio que condujo a la parte superior. organización secreta.
Cleveland Brown Jr. está casado con Cecilia, como se muestra en "Y Tu Junior También", para evitar su deportación.

## Personaje

### Creación
Cleveland Jr. debutó en el episodio de la temporada 2 de Family Guy "Love Thy Trophy", pero solo hizo algunas apariciones más a partir de entonces. Presuntamente, fue puesto bajo la custodia de Loretta después de que ella se divorciara de Cleveland en "The Cleveland-Loretta Quagmire" y desde entonces ha experimentado una importante reinvención de personajes al convertirse en un personaje principal en The Cleveland Show. Después de que el divorcio de Cleveland y Loretta finaliza en el episodio piloto de The Cleveland Show, Junior es puesto bajo la custodia de Cleveland y se mudan de Quahog, Rhode Island a Stoolbend, Virginia, donde Cleveland reaviva una relación con su escuela secundaria y posteriormente se casa. Cariño, Donna Tubbs.

### Diseño
En Family Guy, Cleveland Jr. es un niño activo de tamaño promedio, pero en The Cleveland Show ha envejecido, ganado peso, parece potencialmente más inteligente y usa anteojos. En Family Guy, usa una camiseta morada, jeans azules y zapatillas blancas, pero en The Cleveland Show, usa una camiseta roja, pantalones cortos azules, zapatillas y anteojos. También es notablemente más bajo, ya que Family Guy muestra que tiene una altura promedio para su edad, mientras que en The Cleveland Show, parece no medir más de 5 pies a la edad de 14 años.
Cleveland Jr. era un personaje secundario que tuvo un corto tiempo con Peter Griffin en el episodio "Fore Father", donde mostró talento para jugar al golf. Después de ese episodio, hizo breves apariciones más adelante en el programa, la última en Family Guy, hasta 2010 en el supuesto funeral de su padre, junto con Loretta.

### Voz

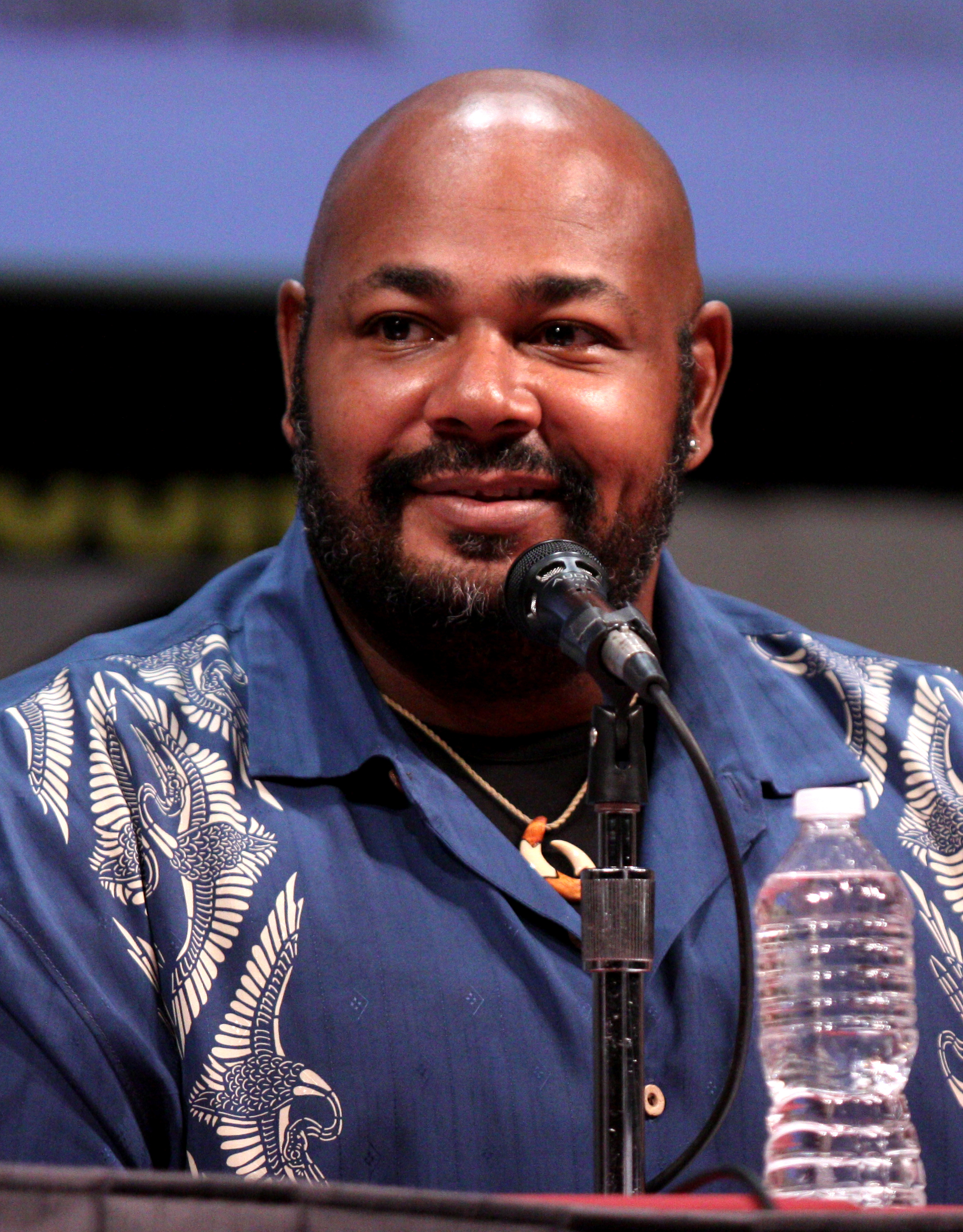
Kevin Michael Richardson ha prestado su voz a Junior a partir de 2009.

La voz de Junior la proporciona Kevin Michael Richardson, quien da voz a otros personajes en The Cleveland Show, incluidos Lester Krinklesac, Julius y P-Hound. En Family Guy, Mike Henry proporciona la voz de Junior.
Richardson declaró que describe la voz de Cleveland Jr. como "un personaje que hizo en ER llamado Patrick, que tenía una discapacidad mental y usaba un casco de fútbol americano". Antes de que el programa se emitiera en 2009, el panel del programa apareció en la Comic Con International de 2009 y mantuvo una discusión sobre el programa. Al describir el cambio de Junior en la apariencia física y la edad, Mike Henry dijo que "Cleveland Jr. realmente no tenía mucho de él, por lo que no apareció por un tiempo, así que lo envejecimos y le hicimos lugar a "Rallo ". el más joven por un tiempo". Los creadores del programa luego dieron una explicación de la apariencia alterada de Junior en "A Rodent Like This".